# Wambrechies
Wambrechies är en kommun i departementet Nord i regionen Hauts-de-France i norra Frankrike. Kommunen ligger i kantonen Lille-Ouest som tillhör arrondissementet Lille. År 2022 hade Wambrechies 10 984 invånare.

## Befolkningsutveckling
Antalet invånare i kommunen Wambrechies
| Referens: INSEE |